# Douglas Crosby
David Douglas Crosby OMI (ur. 28 czerwca 1949 w Marathon) – kanadyjski duchowny katolicki, biskup Hamilton od 2010.

## Życiorys
Święcenia kapłańskie otrzymał 27 września 1975 w zgromadzeniu misjonarzy oblatów Maryi Niepokalanej. Był m.in. duszpasterzem oblackich parafii, przełożonym kanadyjskiej prowincji św. Piotra oraz przewodniczącym konferencji kanadyjskich oblatów.
24 października 1997 otrzymał nominację na biskupa diecezji Labrador City-Schefferville. 2 stycznia 1998 otrzymał sakrę biskupią z rąk abp. Petera Suttona. Od 6 sierpnia 2003 był jednocześnie ordynariuszem ówczesnej diecezji Saint George's (31 maja 2007 zmieniła nazwę na Corner Brook i Labrador, a diecezja Labrador City-Schefferville została zlikwidowana).
24 września 2010 papież Benedykt XVI przeniósł go na biskupstwo Hamilton w metropolii Toronto. Ingres odbył się 8 listopada 2010.
W latach 2013–2015 był wiceprzewodniczącym, zaś w latach 2015-2017 przewodniczącym Konferencji Episkopatu Kanady.